# Microichthys sanzoi
Microichthys sanzoi är en fiskart som beskrevs av Sparta, 1950. Microichthys sanzoi ingår i släktet Microichthys och familjen Epigonidae. IUCN kategoriserar arten globalt som otillräckligt studerad. Inga underarter finns listade i Catalogue of Life.